# Hugh Douglas of Douglas († 1347)
Hugh Douglas of Douglas, genannt „the Dull“ (* 1294; † 1347) war ein schottischer Adliger aus dem Clan Douglas.
Er war der ältere der beiden Söhne von Sir William „le Hardi“ Douglas of Douglas († 1274) aus dessen zweiter Gattin Eleanor.
Als 1333 in der Schlacht bei Halidon Hill sowohl sein jüngerer Bruder Sir Archibald Douglas of Liddesdale als auch der Sohn seines älteren Halbbruders Sir James Douglas of Douglas († 1330), William Douglas of Douglas starben und jeweils nur minderjährige Erben hinterließen, übernahm er deren Ländereien.
Da er keine Nachkommen hinterließ, bemühte er sich später um die Regelung seines Nachlasses. Die von seinem Bruder Archibald übernommenen Ländereien, insbesondere die feudale Baronie Liddesdale, übertrug er 1342 seinem Neffen dritten Grades Sir William Douglas. Die von seinem Neffen William übernommenen Ländereien, insbesondere die feudale Baronie Douglas, wurden im Mai 1342 seinem Neffen, dem Sohn Archibalds, William Douglas übergeben und die Erbregelung getroffen, dass sie beim etwaigen Aussterben von dessen männlicher Nachkommenlinie zunächst an Hughs vorgenannten Neffen dritten Grades Sir William Douglas und dessen männliche Nachkommen sowie danach an Archibald Douglas, den Sohn von Hughs Halbbruder James und dessen männliche Nachkommen fallen. Diese Erbregelung wurde von König David II. bestätigt.
Hugh starb vermutlich im Jahr 1347, jedenfalls wird eine von ihm innegehabte Pfründe in Old Roxburgh seither als vakant geführt.